# سترون (تكساس)
سترون (بالإنجليزية: Strawn)‏ هي مدينة أمريكية تقع في ولاية تكساس.تبلغ مساحة هذه المدينة 2 (كم²)،ويبلغ عدد سكانها 739 نسمة حسب إحصاء سنة 2010 م. تشير إحصاءات سنة 2000م بأن الكثافة السكانية في هذه المدينة تقدر بـ(362.2) نسمة/كم2.

## التركيبة السكانية
حدّد مكتب تعداد الولايات المتحدة بيانات التركيبة السكانية لسترون في تعداد الولايات المتحدة. في ما يلي، التركيبة السكانية حسب تعدادي 2000 و2010.

### تعداد عام 2000
بلغ عدد سكان سترون 739 نسمة بحسب تعداد عام 2000، وبلغ عدد الأسر 299 أسرة وعدد العائلات 194 عائلة مقيمة في المدينة. في حين سجلت الكثافة السكانية 364 نسمة لكل كيلومتر مربع (942.8/ميل2). وبلغ عدد الوحدات السكنية 354 وحدة بمتوسط كثافة قدره 174.4 لكل كيلومتر مربع (451.7/ميل2).
وتوزع التركيب العرقي للمدينة بنسبة 81.06% من البيض و0.27% من الأمريكيين الأفارقة و0.54% من الأمريكيين الأصليين و0.14% من الأمريكيين ذوي الأصول الآسيوية و0.54% من سكان جزر المحيط الهادئ و15.56% من الأعراق الأخرى و1.89% من عرقين مختلطين أو أكثر و24.36% من الهسبانيون أو اللاتينيون من أي عرق.
بلغ عدد الأسر 299 أسرة كانت نسبة 38.5% منها لديها أطفال تحت سن الثامنة عشر تعيش معهم، وبلغت نسبة الأزواج القاطنين مع بعضهم البعض 45.2% من أصل المجموع الكلي للأسر، ونسبة 12% من الأسر كان لديها معيلات من الإناث دون وجود شريك، بينما كانت نسبة 7.7% من الأسر لديها معيلون من الذكور دون وجود شريكة وكانت نسبة 35.1% من غير العائلات. تألفت نسبة 33.4% من أصل جميع الأسر من عدة أفراد يعيشون في نفس المنزل ونسبة 18.4% كانت تتألف من شخص يعيش بمفرده يبلغ من العمر 65 عاماً أو أكثر. وبلغ متوسط حجم الأسرة المعيشية 2.47، أما متوسط حجم العائلات فبلغ 3.14.
بلغ العمر الوسطي للسكان 35.5 عاماً. وكانت نسبة 30% من القاطنين تحت سن الثامنة عشر، وكانت نسبة 8.5% بين الثامنة عشر والرابعة والعشرين عاماً، ونسبة 27.3% كانت واقعةً في الفئة العمرية ما بين الخامسة والعشرين والرابعة والأربعين عاماً، ونسبة 18% كانت ما بين الخامسة والأربعين والرابعة والستين، ونسبة 16.1% كانت ضمن فئة الخامسة والستين عاماً فما فوق. يوجد لكل 100 أنثى 97.6 ذكر، ويوجد لكل 100 أنثى في الثامنة عشر من عمرها فما فوق 87.3 ذكر.
بلغ متوسط دخل الأسرة في المدينة 26,618 دولارًا، أما متوسط دخل العائلة فبلغ 30,268 دولارًا. وكان متوسط دخل الذكور 30,000 دولارًا مقابل 17,232 دولارًا للإناث. وسجل دخل الفرد الخاص بالمدينة 13,707 دولارًا. وكانت نسبة 7.9% من العائلات ونسبة 14.9% من السكان تحت خط الفقر، وكان من هؤلاء نسبة 12.1% تحت سن الثامنة عشر ونسبة 17.8% في الخامسة والستين من العمر وما فوق.

### تعداد عام 2010
بلغ عدد سكان سترون 653 نسمة بحسب تعداد عام 2010، وبلغ عدد الأسر 271 أسرة وعدد العائلات 162 عائلة مقيمة في المدينة. في حين سجلت الكثافة السكانية 321.7 نسمة لكل كيلومتر مربع (833.2/ميل2). وبلغ عدد الوحدات السكنية 344 وحدة بمتوسط كثافة قدره 169.5 لكل كيلومتر مربع (439.0/ميل2).
وتوزع التركيب العرقي للمدينة بنسبة 88.06% من البيض و0.61% من الأمريكيين الأفارقة و0.31% من الأمريكيين الأصليين و0.31% من الأمريكيين ذوي الأصول الآسيوية و9.65% من الأعراق الأخرى و1.07% من عرقين مختلطين أو أكثر و26.03% من الهسبانيون أو اللاتينيون من أي عرق.
بلغ عدد الأسر 271 أسرة كانت نسبة 31.4% منها لديها أطفال تحت سن الثامنة عشر تعيش معهم، وبلغت نسبة الأزواج القاطنين مع بعضهم البعض 43.5% من أصل المجموع الكلي للأسر، ونسبة 9.6% من الأسر كان لديها معيلات من الإناث دون وجود شريك، بينما كانت نسبة 6.6% من الأسر لديها معيلون من الذكور دون وجود شريكة وكانت نسبة 40.2% من غير العائلات. تألفت نسبة 38.7% من أصل جميع الأسر من عدة أفراد يعيشون في نفس المنزل ونسبة 17% كانت تتألف من شخص يعيش بمفرده يبلغ من العمر 65 عاماً أو أكثر. وبلغ متوسط حجم الأسرة المعيشية 2.41، أما متوسط حجم العائلات فبلغ 3.24.
بلغ العمر الوسطي للسكان 39.1 عاماً. وكانت نسبة 26.6% من القاطنين تحت سن الثامنة عشر، وكانت نسبة 7.5% بين الثامنة عشر والرابعة والعشرين عاماً، ونسبة 22.7% كانت واقعةً في الفئة العمرية ما بين الخامسة والعشرين والرابعة والأربعين عاماً، ونسبة 26.3% كانت ما بين الخامسة والأربعين والرابعة والستين، ونسبة 16.8% كانت ضمن فئة الخامسة والستين عاماً فما فوق. وتوزع التركيب الجنسي للسكان بنسبة 50.2% ذكور و49.8% إناث.